# ツチホゼリ
ツチホゼリ（土掘、学名：Epinephelus cyanopodus）は、ハタ科に分類される魚類の一種。西太平洋に分布し、サンゴ礁や岩礁、砂地に生息する。体高は高く、体には小さな黒点が散らばる。

## 分類と名称
1846年にイギリスの博物学者であるジョン・リチャードソンによって Serranus cyanopodus として記載され、タイプ産地は中国であった。種小名は「青い足」を意味し、青色の腹鰭または胸鰭基部を指している。blue maori、purple rock cod、speckled grouper、yellowfin grouperなどの英名がある。和名は砂を掘って隠れ場所を作る生態に由来する。

## 分布と生息地
南シナ海とタイランド湾から、東はマーシャル諸島とフィジー、北は南日本、南はオーストラリア東部とタスマン海まで、西太平洋に分布する。日本では相模湾以南の太平洋岸、南西諸島、小笠原諸島で見られる。オーストラリアでは、グレートバリアリーフおよび、クイーンズランド州北部からシドニーまで分布する。ラグーンやサンゴ礁に生息する。通常は海底から数m上を遊泳している。岩礁や砂地でも見られ、水深2-150mに生息する。

## 形態
体高は高く、体長は体高の2.4-2.7倍。頭部背側の輪郭は急で、目と目の間は凸状。前鰓蓋の縁は鋭角ではなく、細かい鋸歯があり、鋸歯は角ではわずかに大きくなっている。鰓蓋には目立たない棘があり、上縁は直線的である。背鰭は11棘と16-17軟条から、臀鰭は3棘と8軟条から成る。背鰭棘条部では、鰭膜に切れ込みがないか、あってもわずかである。側線鱗は63-75枚である。体色は全体的に灰色がかり、小黒点が不規則に散らばり、少数の大きな黒点が入る。幼魚の体色は黄色で、成長に伴って灰青色になり、体長15-20cmに達すると、鰭だけが黄色くなる。体色がより暗く、白い点が散らばる個体もいる。鰭の黄色は年齢とともに薄くなる。全長は122cm、体重は17.3kgに達する。

## 生態
夜行性の肉食魚で、主に砂地に生息するウミヘビなどの魚類やカラッパ科などの甲殻類を捕食する。集団で産卵を行い、マダラハタやアカマダラハタなど、他のハタ類と混合することが多い。生態については不明な点が多い。

## 人との関わり
商業漁業および遊漁で漁獲される。香港では活魚として販売される。幼魚は観賞魚として流通する。しかし大型種のため、家庭での飼育には適さない。日本では南西諸島や小笠原諸島など南方で漁獲されることが多く、高値で流通する。